# Едгар Сноу

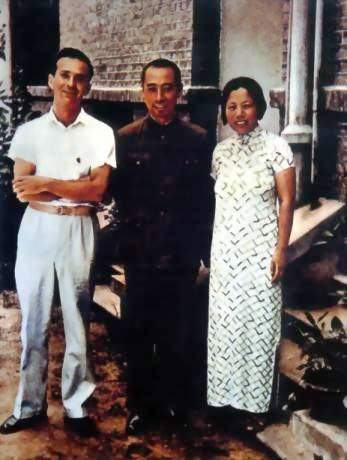
Едгар Сноу (зліва) з Чжоу Еньлаєм і його дружиною Ден Інчао прибл. 1938.

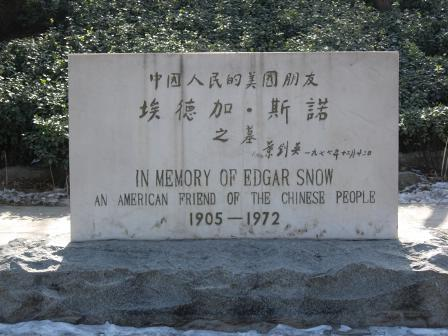
Половину останків Едгара Сноу захоронено в Пекіні, на території Пекінського університету

Едгар Сноу (англ. Edgar Snow; 17 липня 1905, Канзас-сіті, Міссурі — 15 лютого 1972, Женева) — американський журналіст, відомий своїми книгами про Китай і дружнім відношеням до Комуністичної партії Китаю.

## Біографія
Вивчав журналістику в Університеті Міссурі, де вступив в студентське братство Зета Фі, відділення Бета Тета Фі. Жив у Нью-Йорку, зробив гроші на фондовому ринку. У 1928 році переїхав до Китаю, прибув до Шанхаю 6 липня 1928. Працював кореспондентом шанхайських, а також англійських та американських газет. У 1932 році одружився з Хелен Фостер. У 1933 році сім'я переїхала до Пекіну, де Сноу викладав в університеті. У 1936 році здійснив поїздку в райони Китаю контрольовані комуністами і взяв кілька інтерв'ю у Мао Цзедуна. Описав свої враження у книзі «Червона зірка над Китаєм» про китайських комуністів. Саме завдяки роботі Сноу Мао Цзедун став відомим на Заході. В кінці 1930-х років разом зі своєю дружиною і новозеландським комуністом Реві Алеєм заснував промислово-кооперативне товариство (Indusco).
У 1941 році повернувся в США зі своєю дружиною Хелен Фостер. Здійснив поїздки в Китай, Індію та СРСР, щоб написати про Другу світову з погляду американських союзників.
У 1950-ті в період маккартизму виїхав із США до Швейцарії. Їздив до Китаю в 1960 і 1964, взявши інтерв'ю у Мао Цзедуна і Чжоу Еньлая. У 1969 році зробив останню поїздку до Китаю. Через нього китайці передали, що раді були б приїзду американського президента Річарда Ніксона. Коли Сноу захворів на рак, Мао відправив групу китайських лікарів до нього в Швейцарію. Помер в 1972 році, незадовго до візиту Ніксона в КНР, який розпочав нормалізацію відносин між Китаєм і США. 

## Книги
- Red Star Over China
- Red China Today: The Other Side of the River
- The Battle for Asia
- Far Eastern Front
- People On Our Side (Random House, 1944)
- China, Russia, and the USA
- The Long Revolution
- Living China: Modern Chinese Short Stories